# Stimmloser dentaler Frikativ
Der stimmlose dentale Frikativ ist ein stimmloser, an den Zähnen gebildeter Reibelaut.
Die Aussprache des Konsonanten ähnelt vereinfacht gesagt einem „gelispelten“ /s/. In der IPA-Lautschrift wird es durch θ (die griechische Minuskel Theta) wiedergegeben. Die Wahl des Zeichens leitet sich von der Aussprache dieses Buchstabens im Neugriechischen ab. Im Deutschen ist der stimmlose dentale Frikativ unbekannt. Er wurde allerdings noch in einigen Dialekten des frühen Althochdeutschs gesprochen, wo ein als „th“ verschriftlichter Laut am Wortanfang gesprochen wurde, und vermutlich ab dem 10. Jahrhundert durch „d“ ersetzt (siehe Zweite Lautverschiebung). Beispiele für solche Worte sind danke oder das.
Der Laut kommt etwa im englischen Wort thanks [θæŋks] vor. Nach seiner orthografischen Realisierung im Englischen ist er gemeinhin als (stimmloser) „th-Laut“ [tiˈɛɪtʃˌlaʊt] bekannt. Seine stimmhafte Entsprechung ist das [ð], wie im englischen this [ðɪs].
Der stimmlose dentale Frikativ hat in verschiedenen Sprachen folgende lautliche und orthographische Realisierungen:
- Albanisch: thotë [θɔtə] „sagen“
- Arabisch: ثلاثة / ṯalāṯa [θaˈlaːθa] „drei“ (dargestellt durch den Buchstaben ث (Ṯāʾ), in der DMG-Umschrift ṯ bzw. Ṯ)
- Baschkirisch: уҫал [uθɑɫ] „wütend“
- Englisch: thanks [θæŋks] „danke“, path [pʰɑːθ] „Pfad“
- Isländisch: þú [θuː] „du“
- Kiswahili: thamini [θɑmini] „Wert“
- Kornisch: eth [ɛθ] „acht“
- Neugriechisch: θάλασσα [ˈθalasa] „Meer“
- Spanisch: ciudad [θjuˈðað] „Stadt“, caza [ˈkaθa] „Jagd“. Viele Varianten des Spanischen ersetzen das [θ] aber durch ein [s].
- Walisisch: beth [beːθ] „was“

| Pulmonale Konsonanten gemäß IPA (2005) | bilabial | bilabial | labio- dental | labio- dental | dental | dental | alveolar | alveolar | post- alveolar | post- alveolar | retroflex | retroflex | palatal | palatal | velar | velar | uvular | uvular | pha- ryngal | pha- ryngal | glottal | glottal |
| --- | -------- | -------- | ------------- | ------------- | ------ | ------ | -------- | -------- | -------------- | -------------- | --------- | --------- | ------- | ------- | ----- | ----- | ------ | ------ | ----------- | ----------- | ------- | ------- |
| Pulmonale Konsonanten gemäß IPA (2005) | stl.     | sth.     | stl.          | sth.          | stl.   | sth.   | stl.     | sth.     | stl.           | sth.           | stl.      | sth.      | stl.    | sth.    | stl.  | sth.  | stl.   | sth.   | stl.        | sth.        | stl.    | sth.    |
| Plosive | p        | b        |               |               |        |        | t        | d        |                |                | ʈ         | ɖ         | c       | ɟ       | k     | ɡ     | q      | ɢ      |             |             | ʔ       |         |
| Nasale |          | m        |               | ɱ             |        |        |          | n        |                |                |           | ɳ         |         | ɲ       |       | ŋ     |        | ɴ      |             |             |         |         |
| Vibranten |          | ʙ        |               |               |        |        |          | r        |                |                |           |           |         |         |       |       |        | ʀ      |             |             |         |         |
| Taps/Flaps |          |          |               | ⱱ             |        |        |          | ɾ        |                |                |           | ɽ         |         |         |       |       |        |        |             |             |         |         |
| Frikative | ɸ        | β        | f             | v             | θ      | ð      | s        | z        | ʃ              | ʒ              | ʂ         | ʐ         | ç       | ʝ       | x     | ɣ     | χ      | ʁ      | ħ           | ʕ           | h       | ɦ       |
| laterale Frikative |          |          |               |               |        |        | ɬ        | ɮ        |                |                |           |           |         |         |       |       |        |        |             |             |         |         |
| Approximanten |          |          |               | ʋ             |        |        |          | ɹ        |                |                |           | ɻ         |         | j       |       | w¹    |        |        |             |             |         |         |
| laterale Approximanten |          |          |               |               |        |        |          | l        |                |                |           | ɭ         |         | ʎ       |       | ʟ     |        |        |             |             |         |         |
| ¹Als stimmhafter velarer Approximant (Halbvokal) wurde hier die labialisierte Variante [w] eingefügt, anstatt der nicht labialisierten Variante [ɰ]. |          |          |               |               |        |        |          |          |                |                |           |           |         |         |       |       |        |        |             |             |         |         |